# Interleuchina 1 Receptor Antagonist
L'Interleuchina 1 Receptor Antagonist o IL-1Ra, è una molecola secreta da cellule dell'immunità con caratteristiche di antagonista verso l'interleuchina 1, fungendo appunto come regolatore negativo di questa.

## Produzione
IL-1Ra funziona infatti come inibitore fisiologico solubile antifiammatorio. Il suo gene è IL1RN, sul cromosoma 2 (2q14.2).
Viene prodotto da:
1. cellule attivate della linea monociti/macrofagi
2. neutrofili attivati
3. fibroblasti
4. costitutivamente nel fegato
5. indotta da LPS: la cascata citochinica prevede infatti l'induzione in un primo momento di citochine proinfiammatorie, come IL-1, TNF e IL-6, e solo in un secondo momento di mediatori antinfiammatori come IL-10 e appunto IL-1Ra.

## Azione
Agisce  legandosi al recettore IL-1R, cosi facendo:
- non manda il segnale: infatti il recettore quando lega il ligando recluta la catena accessoria IL-1Racp, ma tale assemblamento non riesce ad avvenire quando si lega IL-1Ra;
- impedisce che molecole di IL-1 interagiscano col recettore.

Il-1Ra ha un'affinità molto minore rispetto a IL-1, quindi deve essere a concentrazioni molto più alte per essere efficace nella sua azione.
La sua mancanza o scarsa presenza è correlata ad alcune patologie autoinfimmatorie dove l'azione di IL-1 risulta esagerata (Osteomielite sterile multifocale, pustolosi, periostite).